# Olivier Nakache
Olivier Nakache (Suresnes, Alts del Sena, 14 d'abril de 1973) és un director de cinema, actor i guionista francès. Treballa conjuntament amb el també director Éric Toledano, tant en els guions com en la realització i direcció dels seus films. És germà de la també actriu i directora Géraldine Nakache.

## Biografia
El seu pare és informàtic i la seva mare comptable, jueus algerians. El 1995 va dirigir el seu primer curtmetratge Le Jour et la Nuit, protagonitzat per Zinedine Soualem i Julie Mauduech. El 1999 repeteixen amb Les petits souliers, que reuneix la jove guàrdia de còmics francesos: Jamel Debbouze, Gad Elmaleh, Atmen Kelif, Roschdy Zem i Gilbert Melki, i que rep el premi del jurat al Festival de curtmetratges d'humor de Meudon. El 2002 dirigeixen Ces Jours Heureux.
El 2005 van dirigir el primer llargmetratge Je préfère qu'on reste amis amb Gérard Depardieu i Jean-Paul Rouve. Simultàniament apareixen al programa Samedi soir en direct (2003) al Canal Plus, i apareixien al telefilm Mer belle à agitée de Pascal Chaumeil (2006). El 2009 dirigeixen el seu tercer llargmetratge, Tellement proches i el 2011 el seu gran èxit Intocable, basada en una història real, que fou vista per 19,44 milions d'espectadors i esdevingué la pel·lícula francesa més vista a l'estranger des del 1994 i una de les més premiades i convertí en estrella al seu actor fetitxe Omar Sy.
El 2014 van dirigir Samba basada en el relat Samba pour la France, de Delphine Coulin i que fou vista per 4.947.818 espectadors a Europa I el 2017 dirigiren Le sens de la fête, protagonitzada per Jean-Pierre Bacri.

## Filmografia ambÉric Toledano

### Curtmetratges
- 1995: Le Jour et la Nuit
- 1999: Les Petits Souliers
- 2002: Ces jours heureux
- 2015: Le bon vivant
- 2015: Qui de nous deux de Benjamin Bouhana

### Llargmetratges
- 2005: Je préfère qu'on reste amis...
- 2006: Nos jours heureux
- 2009: Tellement proches
- 2011: Intocable
- 2014: Samba
- 2017: Le sens de la fête
- 2019: Hors Normes

### Sèries de televisió
- 2018: En thérapie[5]

### Documental
- 2018: Cinéma par Toledano et Nakache

### Actor
- 2003: Une fleur pour Marie (curtmetratge)
- 2006: Mer belle à agitée (telefilm) : Sponsor
- 2006: Nos jours heureux (llargmetratge) : un metge
- 2008: Comme les autres de Vincent Lecleq: Manu

## Premis
- 2006: Festival Internacional de Cinema de Comèdia de l'Alpe d'Huez: Premi del Jurat Jove amb Éric Toledano per Nos jours heureux
- 2006: Festival Internacional de Cinema de Comèdia de l'Alpe d'Huez: Premi del Public Europe 1 amb Éric Toledano per Nos jours heureux
- 2009: Festival Internacional de Cinema de Comèdia de l'Alpe d'Huez: Premi del Jurat Jove amb Éric Toledano per Tellement Proches
- 2011: Festival Internacional de Cinema de Tòquio: Tòquio Sakura Grand Prix amb Éric Toledano per Intocable
- 2011: Le Label des Spectateurs UGC: Label des Spectateurs UGC amb Éric Toledano per Intocable
- 2011: Lumière sur... by Kinepolis: Lumière sur... by Kinepolis amb Éric Toledano per Intocable
- 2011: Le Coup de Cœur des Cinémas Gaumont Pathé: Coup de Cœur des Cinémas Gaumont Pathé amb Éric Toledano per Intocable
- 2012: Globus de Cristall: Globus de Cristall al millor film amb Éric Toledano per Intocable
- 2012: Trofeus de Le Film français: Trofeu del públic (elegit pels internautes dels llocs del grup TF1) amb Éric Toledano per Intocable
- 2012: Trofeus de Le Film français: Trofeu dels Trofeus amb Éric Toledano per Intocable
- 2012: Trofeus de Le Film français: Trofeu del film francès amb Éric Toledano per Intocable
- 2019: French Cinema Award d'Unifrance i el Ministre de la Cultura Franck Riester
- 2019: Prix Henri-Jeanson de la Société des auteurs et compositeurs dramatiques
- 2019: Premi del Public Festival de San Sebastian per Hors Normes